# Cervus canadensis sibiricus
Il cervo dell'Altai o maral dell'Altai (Cervus canadensis sibiricus Milne-Edwards, 1867) è una sottospecie di wapiti. Assomiglia molto al wapiti del Canada (C. c. canadensis) e secondo alcuni studiosi andrebbe classificato proprio in questa sottospecie.
A causa del nome può essere facilmente confuso con il maral o cervo del Caucaso (Cervus elaphus maral) dell'Asia Minore, che, a differenza di questo, è una sottospecie del cervo nobile. Il confine tra gli areali del wapiti e del cervo dell'Asia centrale (Cervus hanglu) - che in precedenza venivano entrambi raggruppati in un'unica specie con il cervo nobile, ma vengono oggi trattati come specie separate - corre attraverso l'Asia centrale a sud dei monti Tian Shan e del Gobi: i wapiti vivono a nord-est di tale linea.

## Descrizione

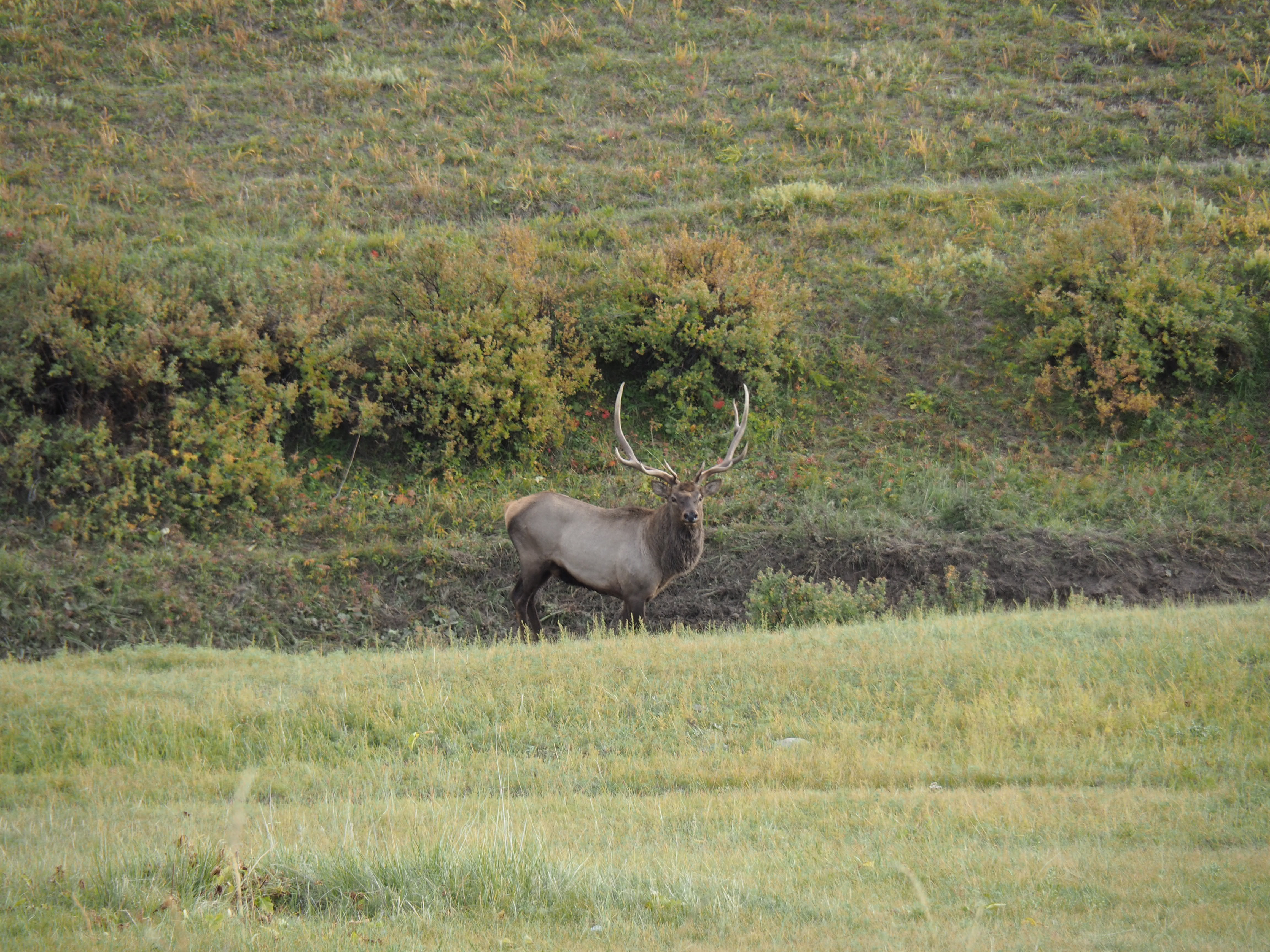
Un cervo dell'Altai nel parco nazionale di Khustain Nuruu (Mongolia).

Il cervo dell'Altai ricorda molto nell'aspetto i wapiti americani e non è inferiore ad essi in termini di dimensioni corporee. I maschi possono raggiungere un'altezza al garrese di 155 cm e un peso di 300 kg. Le femmine sono molto più piccole. I piccoli sono più grandi di quelli del cervo nobile e pesano tra gli 11 e i 22 kg nella prima settimana dopo la nascita. In estate, entrambi i sessi presentano una colorazione abbastanza simile, di un marrone-cannella intenso. In inverno i maschi appaiono di colore giallo-bruno grigiastro sui fianchi e marrone-cannella più scuro su collo, ventre e spalle. Nello stesso periodo dell'anno, le femmine presentano invece una colorazione grigio-bruna uniforme. La grossa macchia chiara sul posteriore varia di colore dal ruggine opaco al giallo paglierino e si estende fino alla groppa. I palchi, presenti solo nei maschi, sono molto grandi, privi di rosetta e terminano con sei o sette punte. Alla prima biforcazione, il ramo principale piega bruscamente all'indietro. La testa e il muso sono piuttosto larghi. Il bramito è simile al fischio emesso dal wapiti dell'America del Nord e non a quello simile a un muggito del cervo nobile europeo.

## Distribuzione e habitat
Il cervo dell'Altai abita la regione dei monti Altai e Saiani, la Mongolia nord-occidentale e le aree a ovest del lago Bajkal. A sud-ovest si incontra nella regione dei monti Tian Shan e Alatau: gli esemplari di questa parte dell'areale vengono talvolta considerati una sottospecie a sé (C. c. songaricus). Più ad est la sottospecie viene sostituita dal più piccolo isubra (C. c. xanthopygus), che abita la regione dell'Amur, la Mongolia orientale, la Corea del Nord e la Cina settentrionale. Il numero di esemplari di cervo dell'Altai in Russia e Mongolia viene stimato in circa 300000 unità.